# Aufstand der Grafen
Der Aufstand der Grafen (engl. Revolt of the Earls) von 1075 war eine Revolte dreier Earls gegen den englischen König Wilhelm der Eroberer. Es war der letzte ernsthafte Widerstand gegen Wilhelm im Zusammenhang mit der normannischen Eroberung Englands.

## Ablauf
Die Revolte wurde 1075 durch die Weigerung des Königs (er war seit 1073 in der Normandie) ausgelöst, der Ehe zwischen Emma, der Tochter von William FitzOsbern, 1. Earl of Hereford, und Raoul I. de Gaël (Ralph de Guader) zuzustimmen. In Abwesenheit des Königs begannen Raoul und sein neuer Schwager Roger de Breteuil, 2. Earl of Hereford und Waltheof II., Earl of Northumbria, den Aufstand, der rasch zu einem Desaster wurde.
Waltheof verlor bald den Mut und bekannte die Verschwörung gegenüber Lanfrank von Bec, dem Erzbischof von Canterbury, der daraufhin Roger zur Rückkehr zu seinen Loyalitätspflichten drängte, und schließlich ihn und seine Anhänger exkommunizierte. Schließlich wiederholte Waltheof sein Geständnis Wilhelm gegenüber, der weiterhin in der Normandie war.
Roger, der seine Truppen vom Westen Englands heranführen sollte, um sie mit denen Raouls zu vereinen, wurde am Severn von Soldaten aus Worcestershire unter dem Kommando von Wulfstan, dem Bischof von Worcester, standen, in Schach gehalten. Raoul traf in der Zwischenzeit bei Cambridge auf eine weit überlegene Streitmacht der Bischöfe Odo von Bayeux und Geoffroy de Montbray (der anordnete, dass gefangenen Rebellen der rechte Fuß abgehackt werden sollte) und zog sich eilig nach Norwich zurück, die königlichen Truppen an seinen Fersen. Er ließ seine Frau in Norwich zurück mit dem Auftrag Norwich Castle zu verteidigen, segelte nach Dänemark, um Hilfe heranzuholen, und kehrte mit einer Flotte von 200 Schiffen nach England zurück, ohne sie aber hier effektiv einsetzen zu können.
Die Countess verteidigte Norwich, bis ihr und ihren (mittlerweile enteigneten) Gefolgsleuten freies Geleit gewährt wurde, falls sie innerhalb von 40 Tagen das Land verlassen würden. Sie zog sich in die Bretagne zurück, wohin sich auch ihr Ehemann flüchtete.

## Ergebnisse
- Raoul wurde abgesetzt und (nach normannischem Recht) enteignet.
- Roger wurde vor das Great Council gebracht, ebenfalls abgesetzt und enteignet, darüber hinaus (nach normannischem Recht) zu lebenslanger Haft verurteilt. Er wurde jedoch nach dem Tod Wilhelms 1087 zusammen mit anderen politischen Gefangenen freigelassen.
- Waltheof, der mit Wilhelm nach England zurückkehrte, wurde verhaftet und, nachdem er zwei Mal vor den königlichen Gerichtshof gestellt wurde, (nach angelsächsischem Recht) zum Tode verurteilt. Am 31. Mai 1076 wurde er auf dem St. Giles's Hill bei Winchester geköpft.